# Opificio delle pietre dure
L'Opificio delle pietre dure ha sede a Firenze in Via degli Alfani, 78 ed è un istituto centrale dipendente dalla Direzione generale educazione e ricerca del Ministero della cultura. L'attività operativa e di ricerca dell'Opificio si esplica nel campo del restauro, della manutenzione delle opere d'arte e dell'insegnamento del restauro. Il diploma che rilascia l'Opificio è equiparato al diploma di laurea magistrale.
L'Opificio è, assieme all'Istituto centrale per il restauro e all'Istituto centrale per la patologia degli archivi e del libro, uno degli istituti più importanti e rinomati nel campo del restauro non solo a livello nazionale, ma anche internazionale.

## Storia

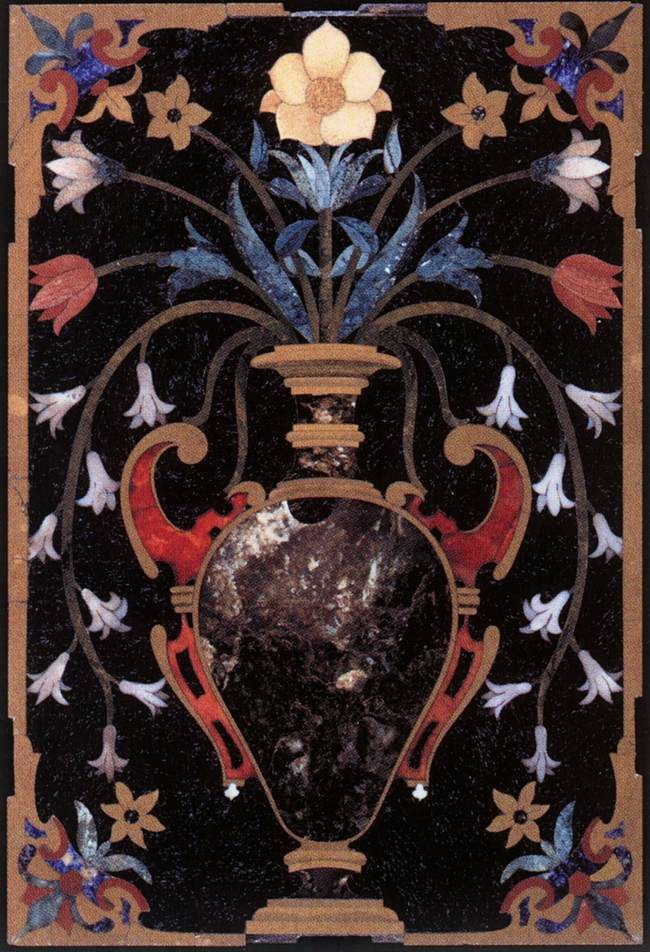
Mosaico in pietre dure, dalle collezioni del museo

L'istituto nasce dalla fusione di due realtà diverse per storia, ma, nel tempo, divenute affini per scopi e finalità: nel 1975 con la legge istitutiva del Ministero per i beni culturali e ambientali tutti i laboratori di restauro fiorentini (l'antico Opificio delle pietre dure ed i laboratori di restauro fiorentini) vennero riuniti sotto il nome e l'egida dell'Opificio delle pietre dure, grazie all status di autonomia di cui l'antica istituzione già godeva.

### L'antico Opificio delle pietre dure
Il primo nome, "Opificio delle pietre dure", risale direttamente ad una delle antiche manifatture artigianali e artistiche di epoca granducale a Firenze, istituito nel 1588 nell'ex-monastero di San Niccolò di Cafaggio dal granduca Ferdinando I de' Medici come manifattura di opere in pietre dure, la cosiddetta arte del "commesso fiorentino", con la quale si realizzano tuttora splendidi intarsi con pietre semipreziose. In particolare il granduca aveva bisogno di formare le maestranze necessarie per realizzare la grande cappella dei Principi in San Lorenzo, coperta di marmi intarsiati. Esistevano già tuttavia maestranze deputate a tale attività almeno nei laboratori creati da Francesco I de' Medici nel Casino di San Marco, dai quali si originò poi l'Opificio.
Il "commesso" a differenza del mosaico non usa tessere geometriche, ma intaglia pezzi più grandi, scelti per colore, opacità, brillantezza e sfumature delle venature, creando un disegno figurato. Si realizzarono così opere d'arte di straordinario valore, dai mobili a oggetti vari, fino a copie perfette di pitture da appendere, che oggi arricchiscono i musei di tutto il mondo testimoniando la genialità e la tecnica degli artigiani fiorentini.
Alla fine del XIX secolo, con il tramonto della dinastia medicea prima e lorenese poi, cessò anche la richiesta di produzione di arredi in commesso di pietre dure e si passò dalla attività di manifattura a quella del restauro della produzione precedente. A questo tipo di attività di restauro si aggregarono altri laboratori simili per materiali su cui si interveniva, come il mosaico e le opere d'arte lapidee.

### I laboratori di restauro fiorentini

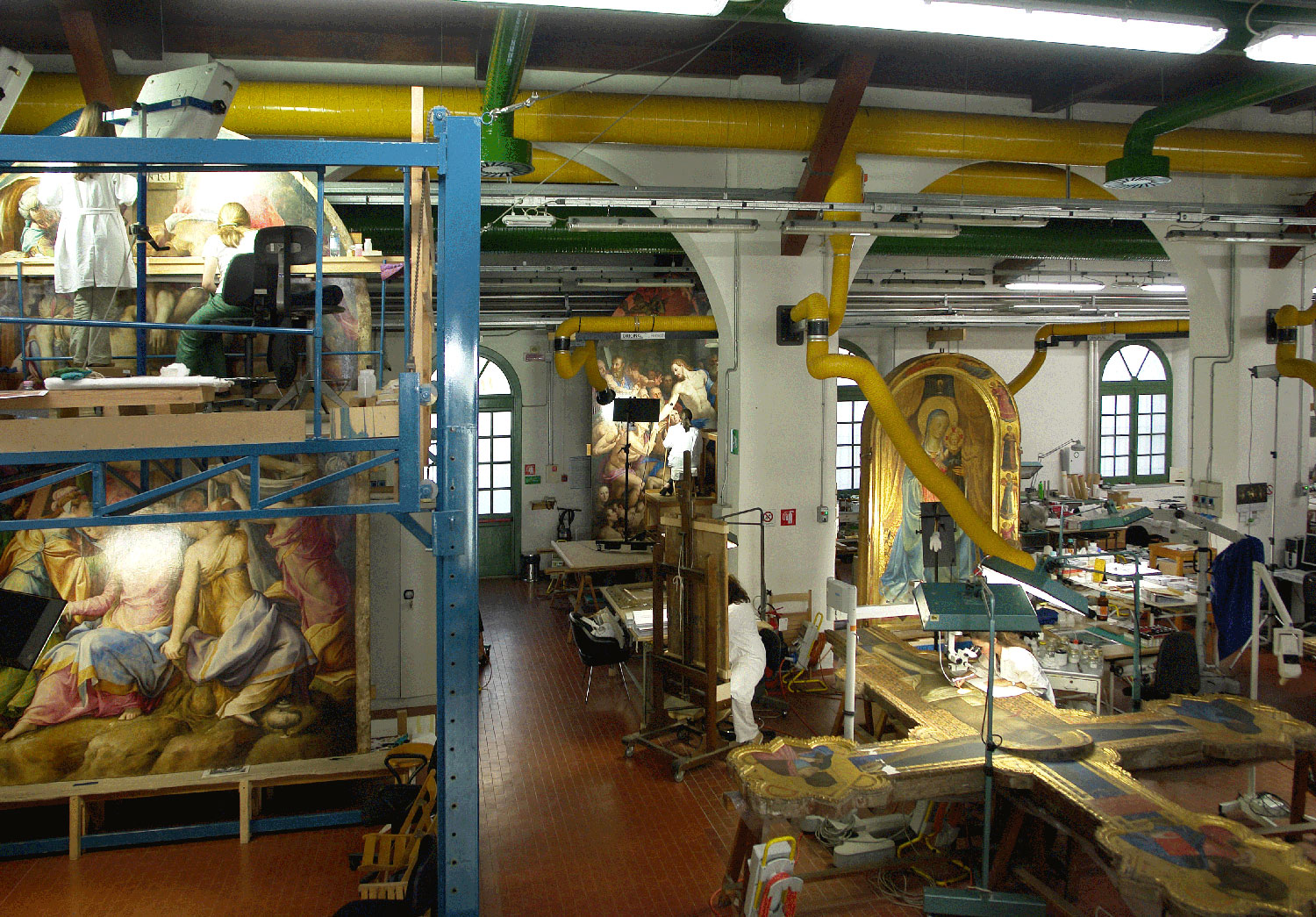
Il laboratorio della Fortezza da Basso

La seconda realtà che venne a confluire nel moderno Istituto ha un'origine più recente: risale infatti al 1932 quando presso la Soprintendenza delle Belle Arti di Firenze Ugo Procacci, allora giovanissimo funzionario storico dell'arte, fondò il primo laboratorio di restauro moderno d'Italia.
Era l'epoca in cui, su spinta di un nuovo approccio storicistico e positivista all'opera d'arte, nascevano un po' ovunque nel mondo i primi laboratori di restauro scientifici (essendo stato fino ad allora principalmente il restauro una disciplina affidata ai cosiddetti 'pittori di galleria'). Nascono tra la fine degli anni venti e l'inizio degli anni trenta infatti i laboratori del Fogg Art Museum a Boston, della National Gallery a Londra, il Doernher Institute a Monaco. Il laboratorio della soprintendenza fiorentina (il "gabinetto restauri", come venne chiamato da Ugo Procacci) fu il primo in assoluto in Italia e fra i primissimi nel mondo. Fra i suoi meriti ci fu quello della applicazione delle indagini scientifiche come atto preliminare al restauro, iniziando con la radiografia, che rivelando gli strati nascosti sotto le ridipinture di molti dipinti, permise la cosiddetta stagione dei restauri di rivelazione che caratterizzò gli interventi portati avanti dal laboratorio fino agli anni cinquanta.
Grosso impulso all'attività di ricerca e restauro operativo si ebbe in seguito al tragico evento dell'alluvione di Firenze del 1966, quando molte opere d'arte ebbero necessità di importanti restauri. Il "gabinetto restauri" della soprintendenza venne allora trasferito in un edificio interno alla Fortezza da Basso (tuttora la sede più ampia dei laboratori dell'Opificio), per la necessità di ospitare un numero immenso di opere da restaurare, anche di grandissimo formato, come l'immensa Croce dipinta di Cimabue, proveniente dal Museo dell'Opera di Santa Croce. Grazie anche all'aiuto di restauratori provenienti da tutte le parti del mondo, il laboratorio fiorentino divenne uno dei centri all'avanguardia nel mondo del restauro, sintetizzando tradizione e modernità tecnologica.

### La realtà attuale
L'istituto è diviso in settori che corrispondono ai diversi materiali di cui si compongono le opere d'arte. È sede, inoltre, di una scuola di alta formazione e di studio, di un museo e di una biblioteca altamente specializzata nel settore del restauro.

## Struttura
La sede dell'Opificio delle pietre dure è a Firenze. L'istituto è diviso in tre diverse localizzazioni: 
- la storica sede di Via degli Alfani, 78, che ospita i laboratori di restauro del commesso e mosaico, dei materiali lapidei, dei bronzi, delle oreficerie, dei materiali ceramici; la scuola, la biblioteca e il museo;
- la sede della Fortezza da Basso, con il laboratorio di restauro dei dipinti, dei materiali cartacei, dei materiali tessili e delle sculture lignee;
- la sala delle Bandiere in Palazzo Vecchio, per gli arazzi.

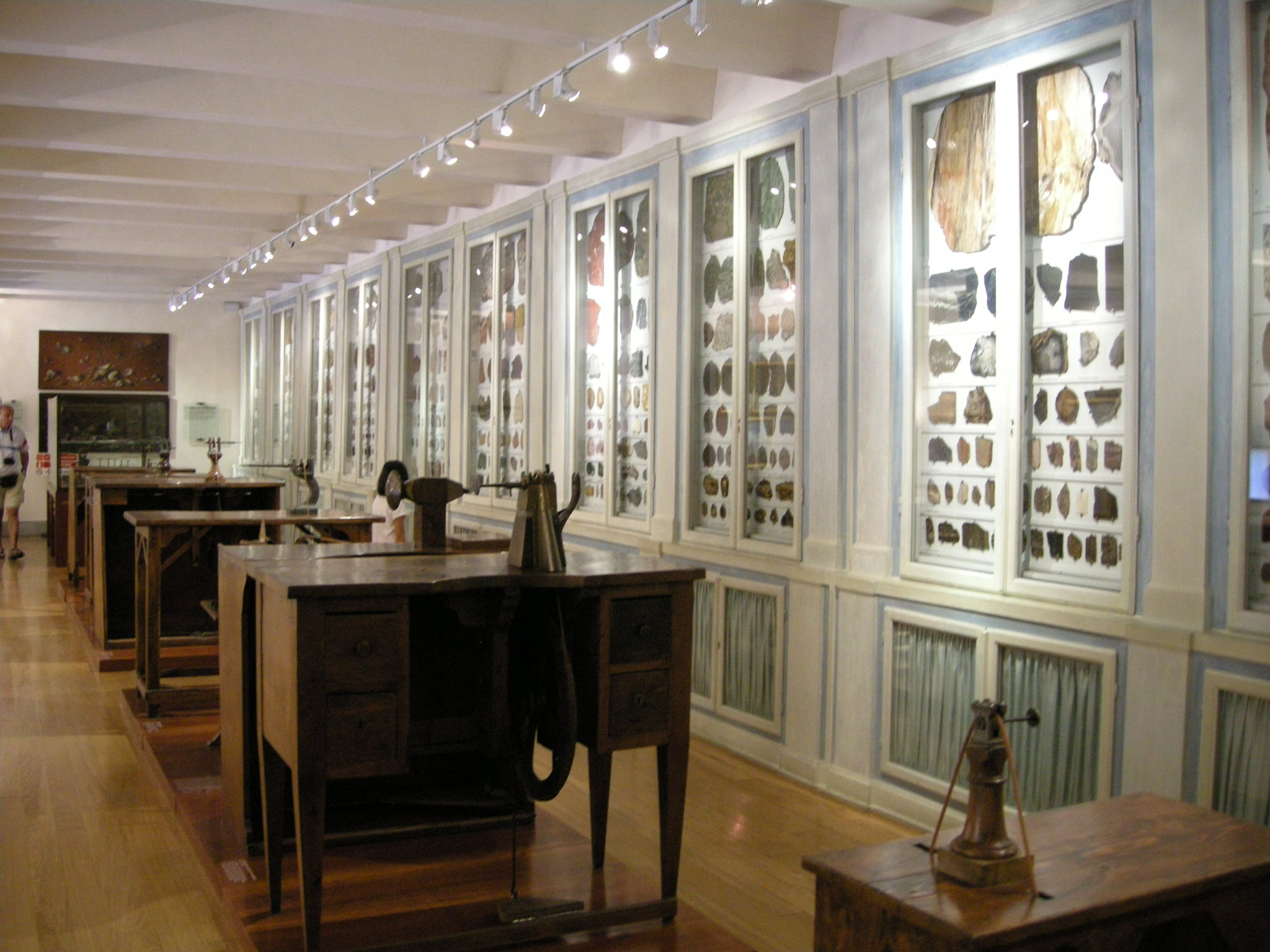
Interno del museo

La sede storica occupa una porzione dell'antico monastero di San Niccolò di Cafaggio, soppresso nel 1783. Lo stesso granduca espresse la volontà di ridisegnare e quindi destinare il complesso a una accademia, scelta che nel corso del tempo determinò la riconfigurazione della struttura - previo progetto di riduzione redatto da Bernardo Fallani e ampiamente documentato nelle carte dell'archivio storico del Comune di Firenze e quindi lavori diretti prima da Gasparo Maria Paoletti e poi da Giuseppe Del Rosso - e la sua destinazione ad accogliere istituzioni comunque riconducibili a questa indicazione: l'Opificio delle pietre dure per questa porzione e l'Accademia di belle arti per l'area su via Ricasoli verso via Cesare Battisti, quest'ultima a occupare anche gli spazi già dello spedale di San Matteo. La manifattura delle pietre dure fu trasferita in questi locali pochi anni dopo, nel 1798, ma vantava una ben più antica storia.
All'esterno dell'edificio si segnalano: un tabernacolo che attualmente racchiude un Velo della Veronica e che originariamente conservava un'immagine miracolosa della Immacolata Concezione traslata nel 1796 in Duomo, e una lapide con una memoria relativa al pittore Pietro Benvenuti e all'incisore Raffaello Morghen. Più in particolare quest'ultima epigrafe, posta nel 1877, reca memoria di come i due artisti avessero qui abitato e qui fossero morti, il primo nel 1844, il secondo nel 1833. Di tali presenze documenta anche Federico Fantozzi, che nel suo volume del 1843 annota: "In quella porzione di fabbricato che corrisponde sulla via del Ciliegio ed ha la porta segnata di n. 6084 vi morì il dì 8 aprile 1833 in età di anni 73 il celebre incisore Raffaello Morghen, e vi abita attualmente il professore Pietro Benvenuti pittore aretino".

## Direttori
I direttori dell'Opificio delle pietre dure sono stati:
- Umberto Baldini (1970-1983)
- Margherita Lenzini Moriondo (1983-1984)
- Anna Forlani Tempesti (1984-1986)
- Antonio Paolucci (1986-1988)
- Giorgio Bonsanti (1988-2000)
- Cristina Acidini (2000-2008)
- Bruno Santi (2008-2009)
- Isabella Lapi (2009-2010)
- Cristina Acidini (2010-2012)
- Marco Ciatti (2012-2022)
- Emanuela Daffra (2022- in corso)

## Settori di restauro
- Arazzi e tappeti
- Archeologia
- Bronzi e armi antiche
- Dipinti mobili
- Dipinti murali
- Materiali cartacei e pergamenacei
- Materiali lapidei
- Mosaico e pietre dure
- Oreficeria
- Scultura lignea
- Tessili
- Terracotta

## La Scuola di alta formazione e di studio

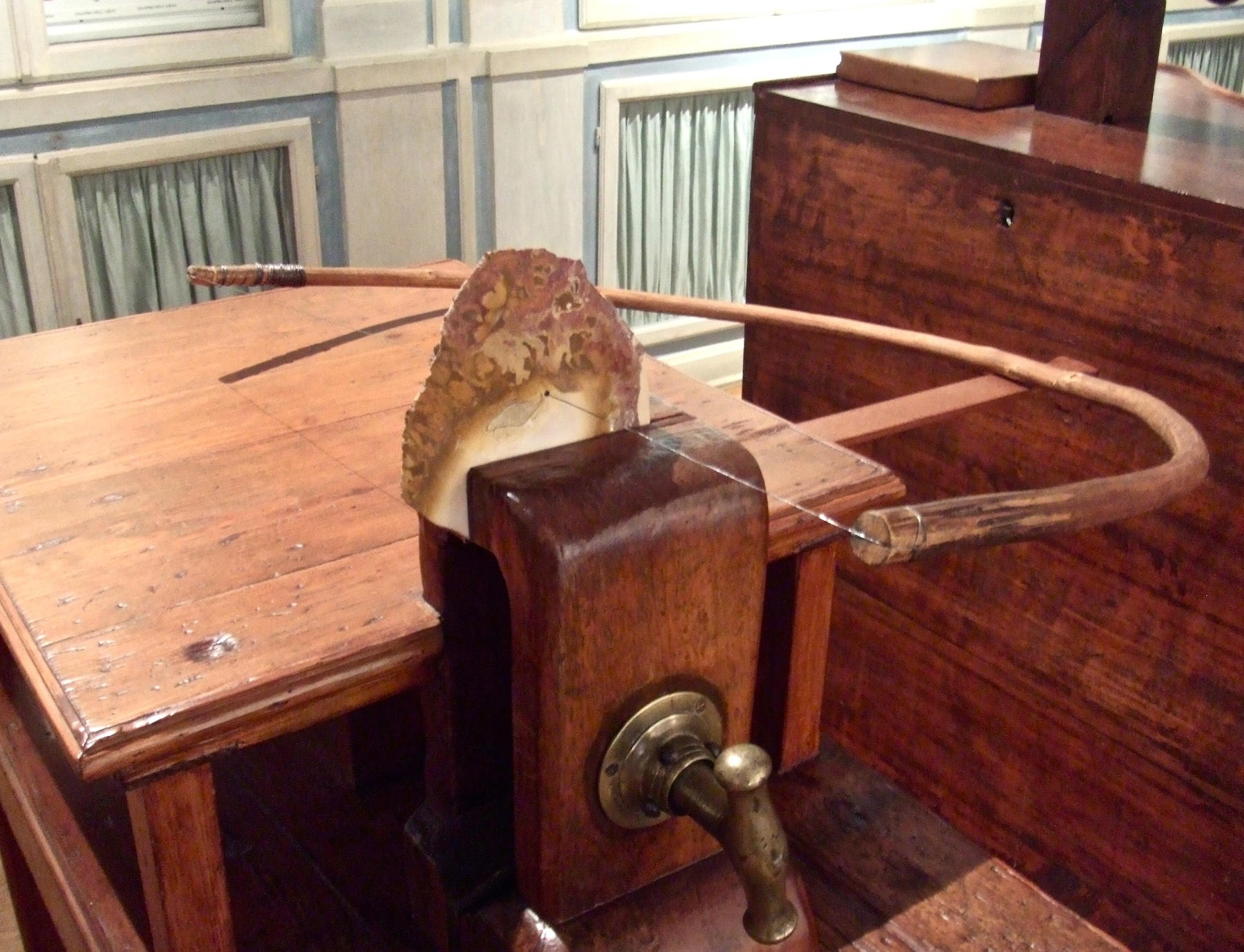
Un antico banco da taglio per le pietre

La scuola di restauro attiva presso l'Opificio delle pietre dure di Firenze ha avviato i propri corsi nel 1978. Ufficialmente istituita nel 1992, è diventata Scuola di alta formazione e di studio nel 1998. Nel 2004 la Scuola per il restauro del mosaico di Ravenna è divenuta sede distaccata della SAF dell'OPD, venendo ad integrare uno dei settori storici dell'istituto.
Il diploma della scuola dell'Opificio delle pietre dure è equiparato al diploma di laurea magistrale.
Il regolamento della scuola è stato definito nel 2011
I corsi, a ciclo unico, articolati in 300 crediti formativi, hanno durata quinquennale. Comprendono lezioni teoriche e attività tecnico-didattiche che si svolgono all'interno dei laboratori. È richiesta la frequenza obbligatoria.
Il personale docente è costituito sia da personale interno che da esperti provenienti da enti ed istituti impegnati nella ricerca e nell'attività di tutela e conservazione.
L'accesso avviene tramite concorso pubblico internazionale, bandito annualmente dal Ministero della Cultura. Requisito indispensabile per l'ammissione al concorso è il possesso del diploma quinquennale di scuola secondaria superiore o quadriennale più un anno integrativo. Possono partecipare al concorso cittadini comunitari ed extracomunitari.
Questi sono i percorsi formativi professionalizzanti (PFP) attualmente attivi presso l'OPD:
- PFP 1 Materiali lapidei e derivati. Superfici decorate dell'architettura;
- PFP 2 Manufatti dipinti su supporto ligneo e tessile. Manufatti scolpiti in legno. Manufatti in materiali sintetici lavorati, assemblati e/o dipinti;
- PFP 3 Materiali e manufatti in tessili e in pelle;
- PFP 4 Materiali e manufatti ceramici e vitrei. Materiali e manufatti in metallo e leghe;
- PFP 5 Materiale librario e archivistico. Manufatti cartacei. Materiale fotografico, cinematografico e digitale.

## Museo
Il museo dell'Opificio delle pietre dure è ospitato negli ambienti sulla sinistra dell'androne di accesso, che erano già dal 1862 circa aperti al pubblico sotto forma di "sale di ostensione" dei lavori. Raccoglie alcuni esempi di lavori in pietre dure, fra i quali cabinet, piani di tavolini, placche e targhette varie intarsiate, con un vasto repertorio di decorazioni, per lo più con fiori, frutta e animali, ma anche con altre scene pittoriche, fra le quali una veduta di Piazza della Signoria. Alcune opere che colpiscono particolarmente sono il grande caminetto barocco, interamente ricoperto di malachite, di un verde smagliante, e le copie di quadri eseguiti ad intarsio, con una lucentezza e bellezza a volte maggiore degli originali su tela esposti accanto.
Alcuni spazi sono dedicati a pietre particolari, come la pietra paesina, estratta vicino a Firenze, i cui strati di colori diversi, se sezionati opportunamente, danno l'illusione di un paesaggio roccioso dipinto.
Al primo piano sono esposti gli strumenti per l'intarsio ed un campionario completo delle pietre dure risalente all'epoca dei Medici. Nell'ultima sala sono esposti vasi e suppellettili decorate in stile liberty dei primi del Novecento, fra le quali il piano di tavolo con arpa e ghirlande di Zocchi (1849) e quello con fiori e uccelli di Niccolò Betti (1855).
Alla fine degli anni ottanta la direttrice del museo dell'Opificio, Anna Maria Giusti, decise di procedere a un sostanziale rinnovamento del vecchio salone di ostensione dei manufatti lapidei - ancora caratterizzato dalla disposizione ottocentesca nonostante la ristrutturazione operata negli anni sessanta dall'architetto Lando Bartoli e da Edward Maser - così da trasformarlo in un moderno museo ordinato secondo un criterio al contempo cronologico e didattico.

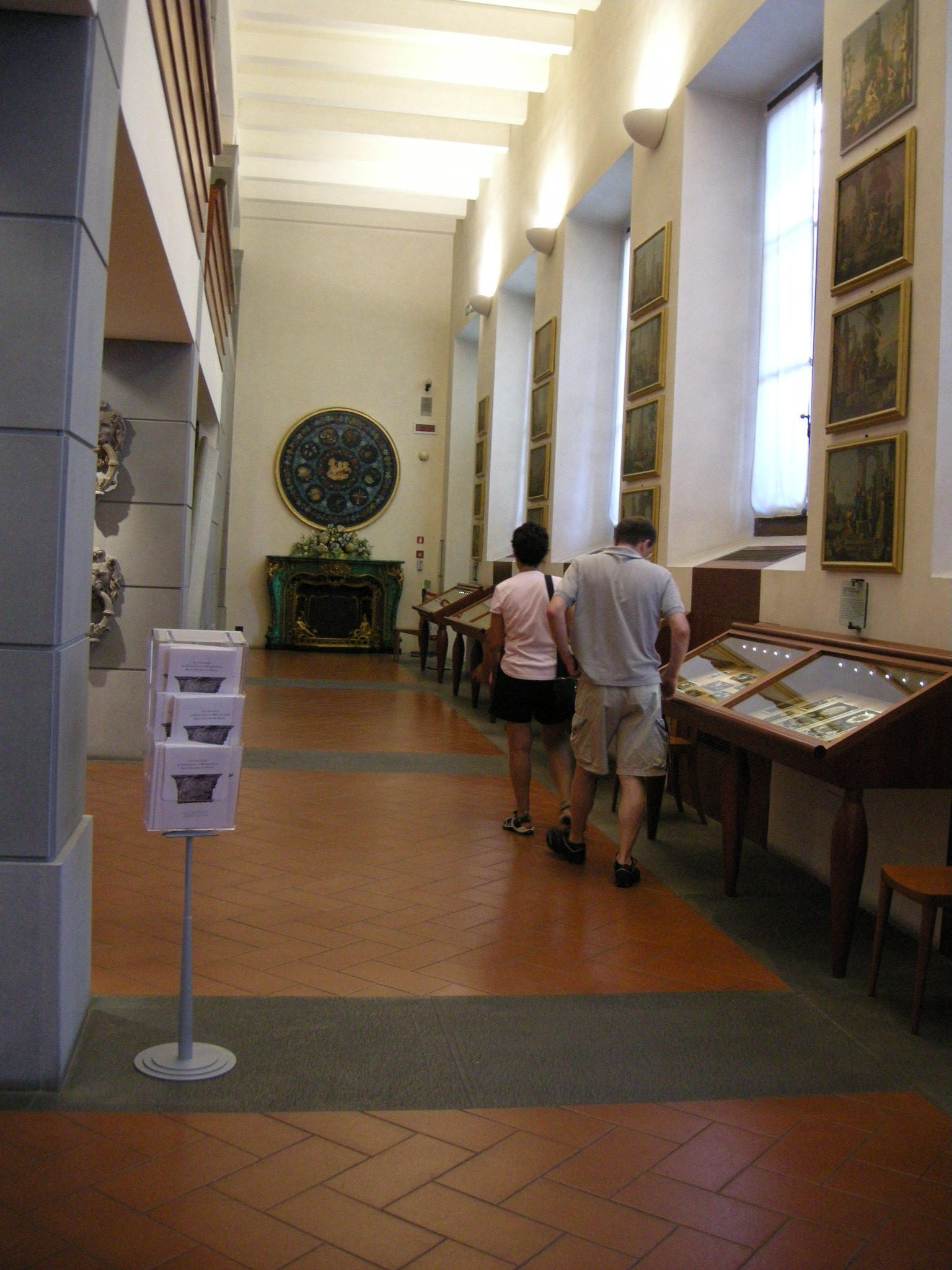
La sala al piano terra

Il nuovo allestimento previde il trasferimento di tutto il museo al piano terra, così da liberare le stanze del piano nobile e trasformarle in uffici. L'incarico fu affidato a Adolfo Natalini, che aveva progettato il teatro della Compagnia, nell'aprile del 1989 e i lavori furono avviati nel 1991. Nell'estate del 1995 vennero conclusi e il museo fu ufficialmente inaugurato il 1º luglio dello stesso anno.
Poche le annotazioni critiche sul progetto; Vittorio Savi (1996) sottolinea il carattere di familiarità dell'intervento, che si presenta come una casa dove una parete sia stata tolta per mostrare l'interno e dove le "stanze" sono costituite da grandi vetrine classiche in legno.
Dal centrale portale in pietra serena si accede al vestibolo sul cui fondo è visibile il cortile interno utilizzato anche come mostra di pezzi lapidei: ai lati del vestibolo sono situati la portineria e la scala di accesso ai piani superiori e, verso il cortile, l'ingresso al museo e la biglietteria.
L'intervento è consistito nella riprogettazione e nell'allestimento del grande salone, nella ristrutturazione delle attigue salette ottocentesche e nella creazione della biglietteria e dei servizi igienici del piano terra.
Il salone presenta una pianta rettangolare e un doppio volume, conseguito tramite l'inserimento di tre massicci pilastri di ordine gigante (in cemento e rivestiti in pietra serena con ricorsi orizzontali) che vengono a definire quattro spazi a pianta quadrata: queste nicchie al piano terra affacciano sul corridoio finestrato, mentre al piano superiore scompaiono per lasciare il posto ad un unico vano scandito unicamente dal segno verticale dei pilastri. Le vetrine (in legno di ciliegio e pero) sono ricavate alle pareti delle quattro nicchie (che ospitano i pezzi secondo un allestimento tematico e cronologico) e sul lato finestrato, più basse. Al fondo della sala è situata, allineata con il filo esterno dei tre pilastri, la scala rettilinea che conduce al piano ballatoio: questa presenta il fianco connotato da un arco zoppo, al di sotto del quale si accede alle salette ottocentesche, ed è caratterizzata dal medesimo rivestimento lapideo e disegno dei pilastri; in pietra serena sono anche le pedate ed il corrimano (quest'ultimo con un disegno di memoria buontalentiana) mentre le alzate sono rivestite da lastre di pietre dure (rosse, gialle e verdi). Il salone e le salette laterali sono illuminate da una luce diffusa mentre tutte le vetrine sono illuminate all'interno tramite fibre ottiche.

## Bibliografia

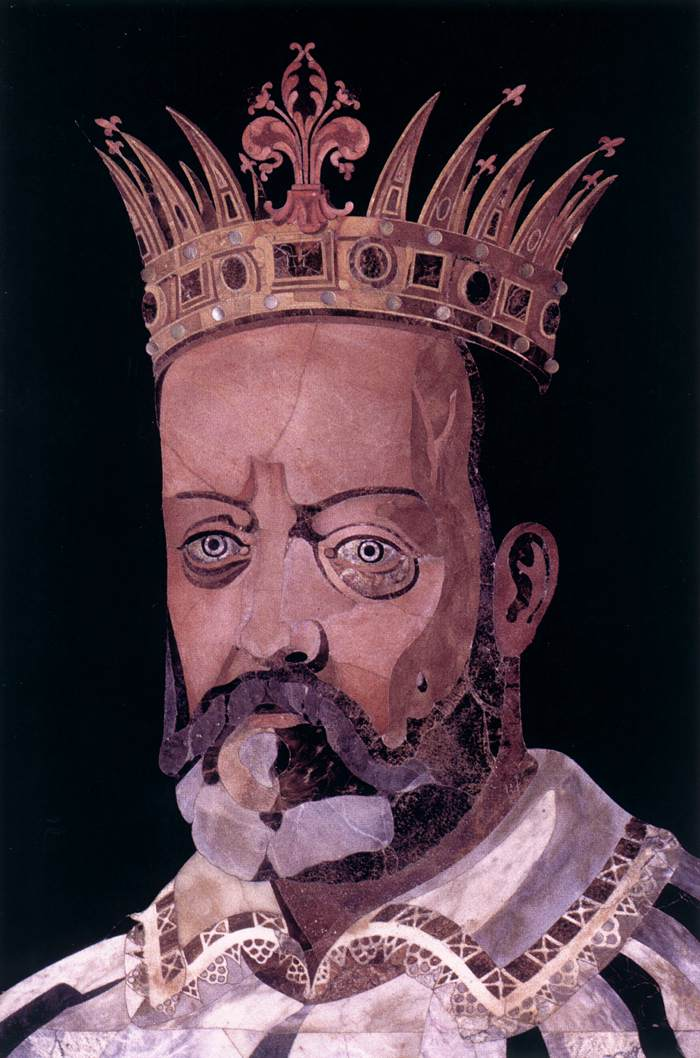
Ritrattro di Cosimo I de' Medici in pietre dure, su disegno di Francesco Ferrucci

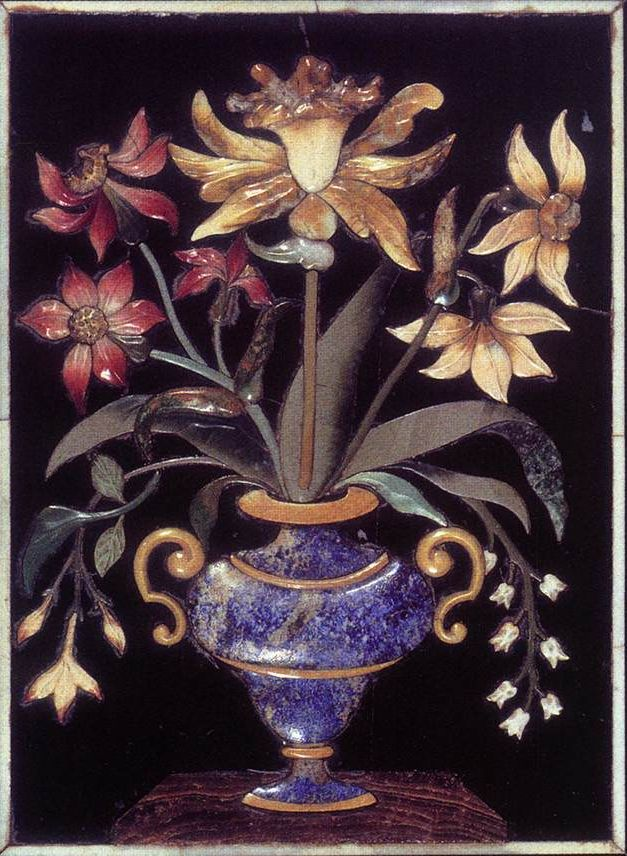
Mosaico con vaso di fiori